# Filmes de 1945 da Monogram Pictures

## Filmes do ano
| Título                    | Estrelado por      | Dirigido por      | Gênero   |
| ------------------------- | ------------------ | ----------------- | -------- |
| Adventures of Kitty O’Day | Jean Parker        | William Beaudine  | Suspense |
| Allotment Wives           | Kay Francis        | William Nigh      | Drama    |
| Army Wives                | Elyse Knox         | Phil Rosen        | Comédia  |
| Black Market Babies       | Ralph Morgan       | William Beaudine  | Drama    |
| China’s Little Devils     | Paul Kelly         | Monta Bell        | Aventura |
| Come Out Fighting         | The East Side Kids | William Beaudine  | Comédia  |
| Dillinger                 | Lawrence Tierney   | Max Nosseck       | Drama    |
| Divorce                   | Kay Francis        | William Nigh      | Drama    |
| Docks of New York         | The East Side Kids | Wallace Fox       | Comédia  |
| Fashion Model             | Robert Lowery      | William Beaudine  | Suspense |
| Flame of the West         | Johnny Mack Brown  | Lambert Hillyer   | Faroeste |
| Forever Yours             | Frank Craven       | William Nigh      | Drama    |
| Frontier Feud             | Johnny Mack Brown  | Lambert Hillyer   | Faroeste |
| G.I. Honeymoon            | Gale Storm         | Phil Karlson      | Comédia  |
| Gun Smoke                 | Johnny Mack Brown  | Howard Bretherton | Faroeste |
| In Old New Mexico         | Duncan Renaldo     | Phil Rosen        | Faroeste |
| Lonesome Trail            | Jimmy Wakely       | Oliver Drake      | Faroeste |
| Mr. Muggs Rides Again     | The East Side Kids | Wallace Fox       | Comédia  |
| Riders of the Dawn        | Jimmy Wakely       | Oliver Drake      | Faroeste |
| Saddle Serenade           | Jimmy Wakely       | Oliver Drake      | Faroeste |
| Sensation Hunters         | Robert Lowery      | Christy Cabanne   | Drama    |
| South of the Rio Grande   | Duncan Renaldo     | Lambert Hillyer   | Faroeste |
| Springtime in Texas       | Jimmy Wakely       | Oliver Drake      | Faroeste |
| Stranger from Santa Fe    | Johnny Mack Brown  | Lambert Hillyer   | Faroeste |
| Sunbonnet Sue             | Gale Storm         | Ralph Murphy      | Musical  |
| The Cisco Kid Returns     | Duncan Renaldo     | John P. McCarthy  | Faroeste |
| The Jade Mask             | Sidney Toler       | Phil Rosen        | Suspense |
| The Lost Trail            | Johnny Mack Brown  | Lambert Hillyer   | Faroeste |
| The Navajo Trail          | Johnny Mack Brown  | Howard Bretherton | Faroeste |
| The Scarlet Clue          | Sidney Toler       | Phil Rosen        | Suspense |
| The Shanghai Cobra        | Sidney Toler       | Phil Karlson      | Suspense |
| There Goes Kelly          | Jackie Moran       | Phil Karlson      | Suspense |
| Trouble Chasers           | Billy Gilbert      | Lew Landers       | Comédia  |

## Galeria

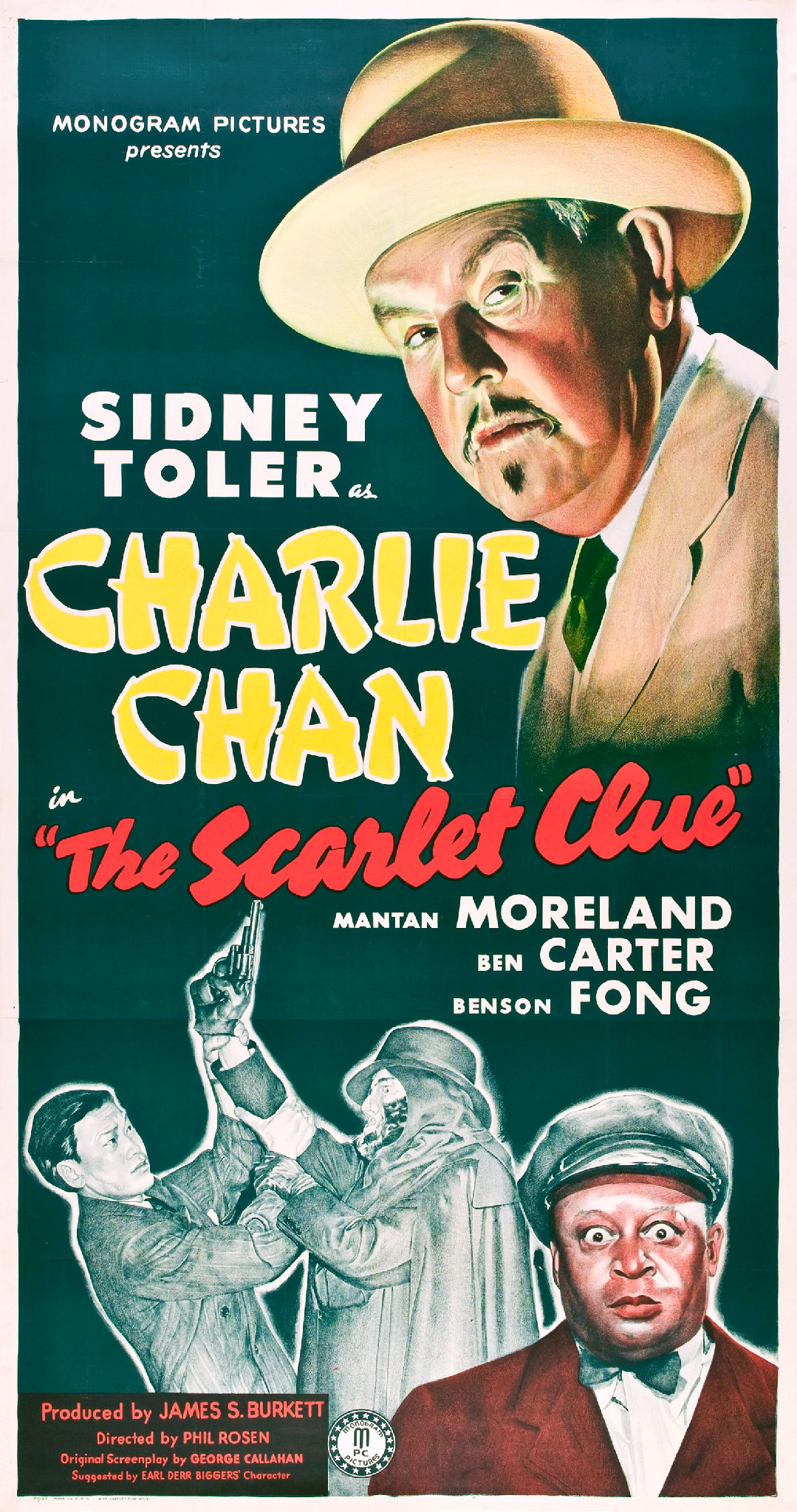
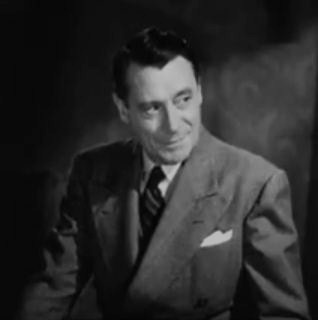
Eduardo Ciannelli em cena de Dillinger
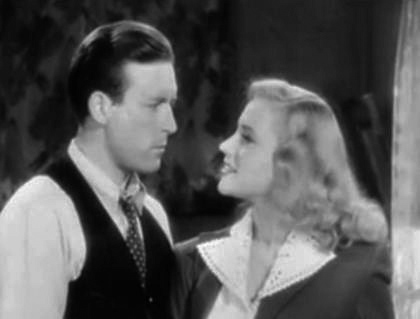
Lawrence Tierney e Anne Jeffreys em cena de Dillinger. Tierney interpretou o famoso ladrão de bancos.